# 布氏二叉韧革菌
布氏二叉韧革菌（学名：Dichostereum boidinii），一种分布于中国南方地区的菌类，隶属于红菇目隔孢伏革菌科二叉韧革菌属，模式产地为湖北省五峰土家族自治县。种小名取自法国学者雅克·布瓦丹的姓氏，以感谢其对二叉韧革菌属分类学研究的贡献。

## 特征

### 子实体
多年生，平伏至平伏反展，边缘稍微抬起，紧密贴生，不易与基质分离，革质至软木栓质，长达8cm，宽达4cm，厚达1.5mm。子实体表面光滑，灰黄色，黄褐色至浅褐色，不开裂；不育边缘陡，与子实层表面同色或颜色稍深。

### 微观结构
菌丝系统二体系。菌肉层随生长时间增加而增厚，质地紧密，由生殖菌丝、二分叉菌丝、嵌入的担孢子和分散的结晶组成。生殖菌丝较少，具锁状联合，无色，薄壁，直径2-3㎛。骨架菌丝（二分叉菌丝）占据绝大多数，无色至黄色，明显厚壁，具拟糊精反应。不齐子实体由二分叉菌丝、胶质囊状体、担子和拟担子组成。二分叉菌丝与肉菌层相似，但是具有更强的拟糊精反应，更频繁的分枝，且末端分枝较短，跨度达20－40㎛，主干直径2－4㎛；胶质囊状体大量，纺锤形至尖锥形，无色，稍厚壁，具有固态化的内容物，大小为20－60×7－12㎛；担子近棍棒状至近圆柱形，无色，薄壁，顶端具4个担子梗，基部具锁状联合，大小为25－40×5－7㎛；拟担子与担子形态相似，但较小。担孢子大量，近球形，具有一个明显的乳突，无色至浅黄褐色，厚壁，具强淀粉质反应，直径大小为（5－）5.4－6.5（－7）㎛；孢子外壁被有瘤和脊。